# Ossipee (Carolina del Nord)
Ossipee è un comune (town) degli Stati Uniti d'America, della Contea di Alamance, nella Carolina del Nord.
Ossipee è stata riconosciuta town solo dal 9 settembre 2002. In precedenza Ossipee costituiva con Altamahaw un census-designated place denominato Altamahaw-Ossipee.